# Татары (Высокораменское сельское поселение)
 Татары  — опустевшая деревня в Шабалинском районе Кировской области. Входит в состав Высокораменского сельского поселения.

## География
Расположена на расстоянии примерно 11 км по прямой на юг от райцентра посёлка Ленинского.

## История
Известна была с 1873 года как починок Содомский 2-й (Татары малые), в котором отмечено было дворов 9 и жителей 45, в 1905 18 и 135, в 1926 (деревня Малые Татары или Содомский 2-й)29 и 169, в 1950 (Малые Татары) 30 и 85, в 1989 10 жителей. Настоящее название утвердилось с 1978 года.

## Население
Постоянное население не было учтено как в 2002 году, так в 2010.

## Известные уроженцы, жители
- Кощеев, Павел Григорьевич (1913—1991) — Герой Советского Союза.